# Ray Fisher
Ray Fisher (Baltimore, Maryland, 1987. szeptember 8.–) amerikai színész.
Ő alakítja a DC-moziuniverzumból ismert Victor Stone / Kiborgot, aki először a Batman Superman ellen – Az igazság hajnala (2016) című filmben kapott cameoszerepet, majd az Az Igazság Ligájában és annak 2021-es rendezői változatában játszott főszerepet. Henry Hays nyomozót alakította A törvény nevében című HBO-s krimi-dráma sorozat harmadik évadjában.

## Fiatalkora
Fisher a marylandi Baltimore-ban született. A New Jersey-i Lawnsideben nőtt fel, ahol édesanyja és nagymamája nevelte. A Haddon Heights középiskolába járt. Középiskolai angol és történelem szakos tanárain keresztül "kapcsolódott be" a zenei színházba. Első színpadi fellépései az Into the Woods és a Guys and Dolls musicalek produkcióiban volt. Fisher részt vett az Amerikai Zenei és Drámai Akadémián.

## Filmográfia

### Film
| Év   | Cím                                        | Eredeti cím                            | Szerep                | Magyar hang | Rendező            |
| ---- | ------------------------------------------ | -------------------------------------- | --------------------- | ----------- | ------------------ |
| 2016 | Batman Superman ellen – Az igazság hajnala | Batman v Superman: Dawn of Justice     | Victor Stone / Kiborg | Gacsal Ádám | Zack Snyder        |
| 2017 | Az Igazság Ligája                          | Justice League                         | Victor Stone / Kiborg | Gacsal Ádám | Zack Snyder        |
| 2021 | Zack Snyder: Az Igazság Ligája             | Zack Snyder's Justice League           | Victor Stone / Kiborg | Gacsal Ádám | Zack Snyder        |
| 2023 | Rebel Moon – 1. rész: A tűz gyermeke       | Rebel Moon – Part One: A Child of Fire | Darrian Véresbárdú    | Gacsal Ádám | Zack Snyder        |
| 2024 | Rebel Moon – 2. rész: A sebejtő            | Rebel Moon – Part Two: The Scargiver   | Darrian Véresbárdú    | Gacsal Ádám | Zack Snyder        |
| 2024 | A zongoraóra                               | The Piano Lesson                       | Lymon                 | Gacsal Ádám | Malcolm Washington |

### Televízió
| Év   | Magyar cím                         | Eredeti cím              | Szerep                 | Megjegyzés                    |
| ---- | ---------------------------------- | ------------------------ | ---------------------- | ----------------------------- |
| 2015 |                                    | The Astronaut Wives Club | Edward Dwight százados | 1 epizód                      |
| 2019 | True Detective – A törvény nevében | True Detective           | Henry Hays             | főszereplő 8 epizód (3. évad) |
| 2021 |                                    | Women of the Movement    | Gene Mobley            | főszereplő (6 epizód)         |

## Színpadi szerepek
| Év   | Cím                  | Szerep       | Megjegyzés                      |
| ---- | -------------------- | ------------ | ------------------------------- |
| 2009 | Macbeth              |              | Shakespeare Színház, New Jersey |
| 2013 | Fetch Clay, Make Man | Muhammad Ali | New York-i Színház              |

## Fordítás
- Ez a szócikk részben vagy egészben  a   Ray Fisher (actor) című angol Wikipédia-szócikk fordításán alapul.  Az eredeti cikk szerkesztőit annak laptörténete sorolja fel. Ez a jelzés csupán a megfogalmazás eredetét és a szerzői jogokat jelzi, nem szolgál a cikkben szereplő információk forrásmegjelöléseként.